# 番茉莉属
番茉莉属（学名：Brunfelsia）是茄科下的一个属，为灌木或小乔木植物。该属共有25－30种，分布于热带美洲。